# Герб Лемешівки
Герб Лемешівки — геральдичний символ наслених пунктів Лемешівської сільської ради  Яготинського району Київської області (Україна): Лемешівки, Гензерівки, Лукомщини. Герб затверджений сесією сільської ради (автор - О. Желіба).

## Опис
У золотому щиті Пресвята Богородиця на чорному горбі тримає омофор над срібним плугом із золотим лемешем. Щит накладено на бароковий картуш, увінчаний золотою хлібною короною. 
Допускається використання герба без картуша та корони чи з додаванням жовтої стрічки з написом чорними літерами “ЛЕМЕШІВКА”.

## Трактування
- Свята Покрова – Свята покровителька села, день храмового свята Покрови Пресвятої Богородиці є одночасно і днем Лемешівки;
- срібний плуг із золотим лемешем – символ землеробства, як основного заняття мешканців села; срібний леміш є промовистою назвою населеного пункту;
- чорний горб – натякає на курган “Святий горб”, який розміщений на схід від села, це символ давньої історії села, пам’ять про великих предків;
- картуш – декоративна прикраса, що виконана в стилі козацького бароко; згадка про те, що село було засноване саме в козацькі часи;
- золота хлібна корона – символ місцевого самоврядування й достатку мешканців села;
- поєднання символів – заступництво Божої Матері над минулими, сучасними і прийдешніми поколіннями землеробів-лемешівчан.